# Cladocarpus unicornis
Cladocarpus unicornis är en nässeldjursart som beskrevs av Wilfrid Arthur Millard 1975. Cladocarpus unicornis ingår i släktet Cladocarpus och familjen Aglaopheniidae. Inga underarter finns listade i Catalogue of Life.